# Sojus 34
Sojus 34 ist die Missionsbezeichnung für den am 6. Juni 1979 gestarteten Flug eines sowjetischen Sojus-Raumschiffs zur sowjetischen Raumstation Saljut 6. Es war der achte Besuch eines Sojus-Raumschiffs bei dieser Raumstation und der 54. Flug im sowjetischen Sojusprogramm. 

## Besatzung

### Startbesatzung
Start unbemannt

### Rückkehrbesatzung
- Wladimir Afanassjewitsch Ljachow (1. Raumflug), Kommandant
- Waleri Wiktorowitsch Rjumin (2. Flug), Bordingenieur

## Missionsüberblick
Sojus 34 wurde unbemannt zur Station Saljut 6 gesandt, da die planmäßige Lebensdauer des Raumschiffs Sojus 32 dem Ende zuging und der Austausch durch das Schiff Sojus 33 infolge der nicht erfolgten Ankopplung nicht erfolgen konnte. Die Erfahrungen aus dem Triebwerksschaden an Sojus 33 wurden dabei nach Möglichkeit berücksichtigt. Die dritte Saljut-6-Stammbesatzung (Saljut 6 EO-3) beendete nach 175 Tagen mit neuem Dauerflugrekord die Reise mit einer erfolgreichen Landung.